# Procesor skalarny
Procesor skalarny (ang. scalar processor) – procesor architektury SISD według taksonomii Flynna.